# Textkritischer Apparat

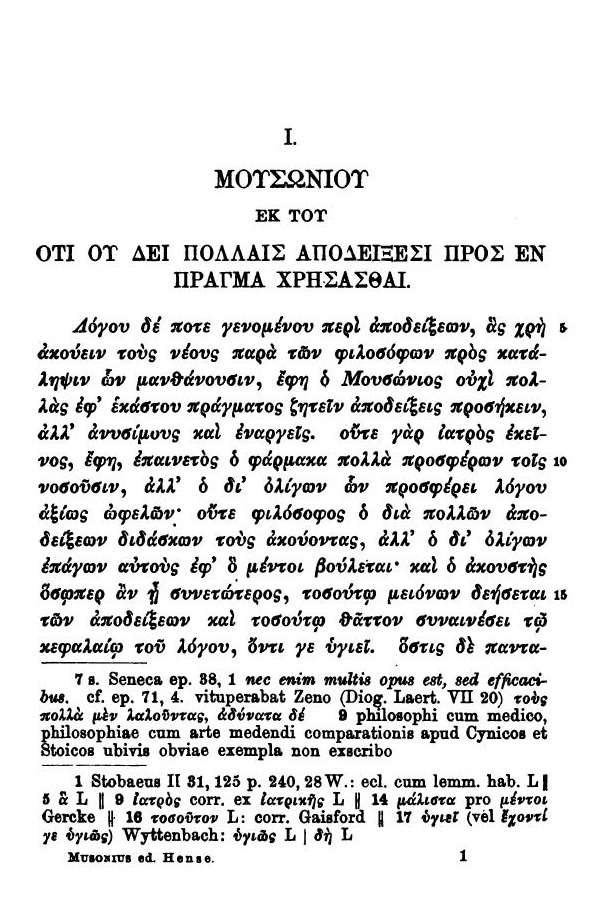
Kritischer Apparat am unteren Seitenviertel in einer altgriechischen Textausgabe

Der textkritische Apparat (auch apparatus criticus) verzeichnet in einer historisch-kritischen Ausgabe (HKA) eines Werkes die abweichenden Varianten zum Obertext. Der Apparat dokumentiert damit zum einen, welche unterschiedlichen Fassungen des edierten Textes es gibt, die z. B. durch Beschädigungen, spätere Überarbeitungen, Korrekturen, Kommentierungen oder Übersetzungen entstanden sind. Zum anderen macht er transparent, auf welcher Grundlage der Herausgeber sich (mit Hilfe der Textkritik) für bestimmte Lesarten entschieden hat. Beides trägt dazu bei, die Edition für die Wissenschaft nutzbar zu machen.
Im Unterschied dazu sind Ausgaben ohne textkritischen Apparat zum allgemeinen Gebrauch bestimmt und werden als Leseausgabe bezeichnet.
Der Apparat (von lateinisch apparatus „Zurüstung“, „Ausstattung“) im engeren Sinne verzeichnet die Varianten aus der Überlieferungs- bzw. Entstehungsgeschichte eines Textes in kritischen Editionen. Im weiteren Sinne enthält er als separat gedruckter Teil im Anschluss an einen edierten Text insbesondere bei historisch-kritischen Editionen von Texten der neueren Literatur die Beschreibung aller Textträger, die Begründung für die Wahl der Textgrundlage, die Entstehungsgeschichte, das Variantenverzeichnis, Begründungen zur Textgestalt, eine Dokumentation der Quellen und der Textrezeption zu Lebzeiten des Autors sowie Erläuterungen (den Kommentar).

## Einzelstellenapparat
Diese Form des Apparates ist die einfachste Form der Apparatetypen. Er eignet sich besonders für Korrekturen am Text, die nicht in einem engeren Zusammenhang stehen. So lassen sich Abweichungen zwischen Briefen, Abschriften und verschiedenen Drucken gut darstellen. Man unterscheidet hierbei noch den positiven (lemmatisierten (griechisch: Lemma = Empfangenes) Apparat) und den negativen Apparat.
Beim positiven Apparat wird, vor einer nach links geöffneten eckigen Klammer ( ] ), das Bezugswort aus dem Text angegeben. Danach stehen dann die unterschiedlichen Varianten.
Als Beispiel ein fiktiver Text:
„Die gelbe(1) Uhr in Prag“
Im Apparat steht:
(1)gelbe] goldene H²
H² ist ein Kürzel oder Sigel für eine Handschrift, die im Apparat näher erläutert wird. Also steht in der Handschrift H²: „Die goldene Uhr in Prag“. Der Herausgeber hat sich für „Die gelbe(1) Uhr in Prag“ entschieden.
Beim negativen Apparat wird auf das Bezugswort verzichtet.
Also würde der Apparat zum selben Text so aussehen: (1) goldene H²

## Einblendungsapparat
Die Korrekturen werden in den fortlaufenden Text „eingeblendet“. Unterschiedliche Korrekturformen werden, zum Beispiel durch Punkte unter den Buchstaben, für unsicher entzifferte Buchstaben, gekennzeichnet. Diese Zeichen nennt man diakritische Zeichen, sie können aber von Edition zu Edition verschieden sein.

## Treppenapparat
Dieser Apparat bietet sich dann an, wenn der Autor Sofortkorrekturen vorgenommen hat. Die Korrekturfolgen sind mit einer aufsteigenden Ziffern- bzw. Buchstabenfolge bezeichnet. Damit wird die Chronologie deutlich. Vorteilhaft ist, dass man die einzelnen Arbeitsstufen nachvollziehen kann.